# Bekumu
Bekumu (ou Ubenikang, Obenikang) est une localité du Cameroun, située dans l'arrondissement de Bamusso, le département du Ndian et la Région du Sud-Ouest.

## Population
On y a dénombré 2 031 habitants en 1953, 6 040 en 1968-1969 et 9 315 en 1972, principalement des Bakole.
Lors du recensement national de 2005, Bekumu comptait 4 573 habitants.
Depuis cette date, la population s'est accrue de manière significative avec l'arrivée massive de Nigérians et de Ghanéens, en lien avec les activités de pêche. Crédité de 32 000 habitants lors d'une étude de 2011, Bekumu est devenu le plus gros centre de l'arrondissement de Bamusso.